# Hr-fernsehen
hr-fernsehen es un canal de televisión generalista regional alemán operado por la empresa pública Hessischer Rundfunk. Su ámbito de emisión es el estado de Hesse y tiene su sede en Fráncfort.
Esta cadena generalista es una de las nueve "Dritten Fernsehprogramme" (literalmente "terceras cadenas") que forman parte de la ARD. Con esta denominación se conoce en Alemania a las cadenas de televisión públicas regionales.

## Historia de la cadena
hr-fernsehen nace el 5 de octubre de 1964 bajo el nombre de Hessisches Fernsehprogramm. En las últimas décadas ha cambiado varias veces de nombre y logotipo. Entre 1983 y 1997 se llamó Hessen 3 y de 1997 a 2004 hessen fernsehen. El 3 de octubre de 2004 adopta su nombre actual.

## Organización
hr-fernsehen está asociada a la ARD (Consorcio de instituciones públicas de radiodifusión de la República Federal de Alemania), y produce algunos programas para el primer canal de televisión alemán, Das Erste.

## Programas

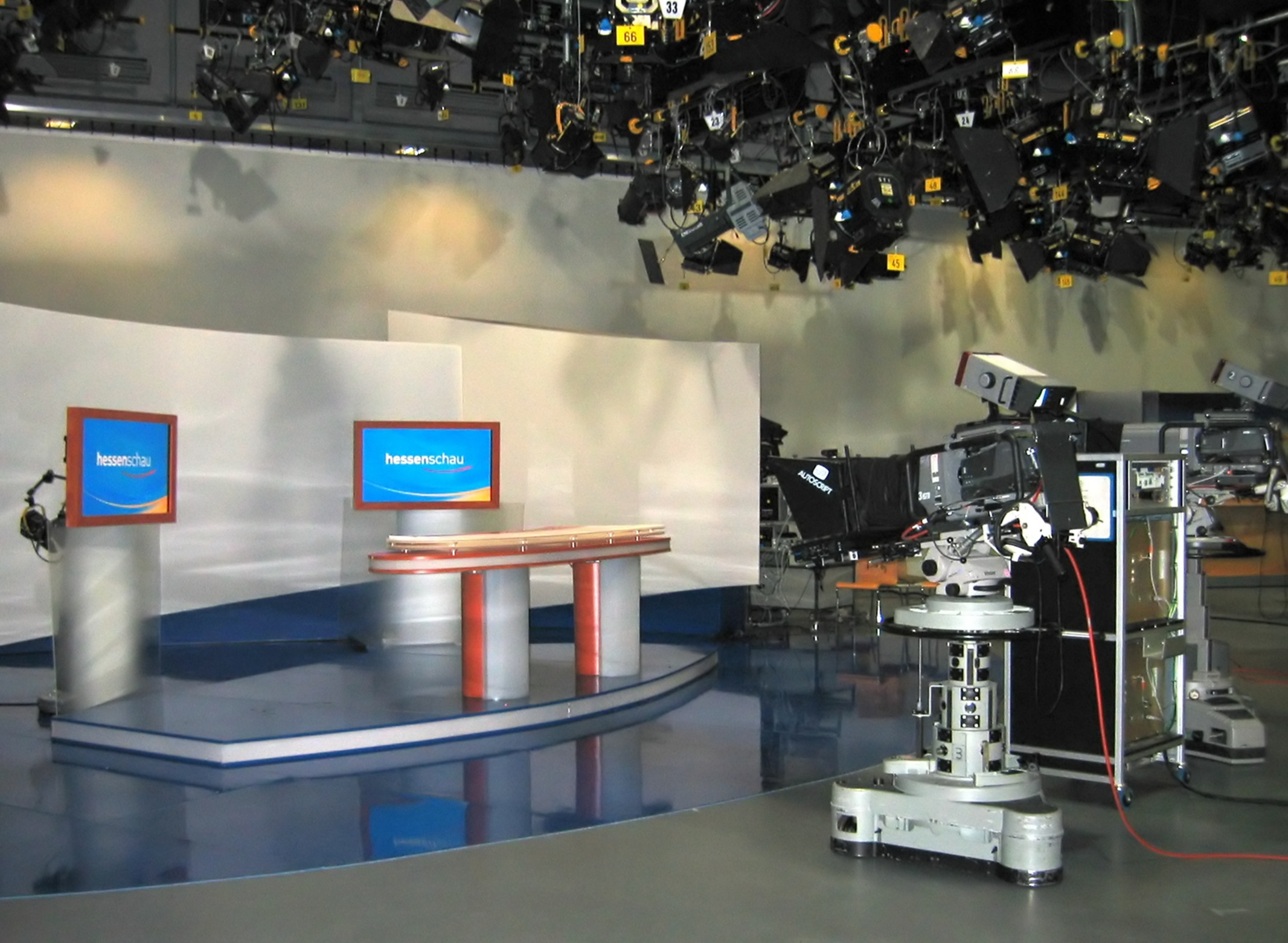
Plató del informativo hessenschau en los estudios centrales de hr-fernsehen en Fráncfort

La parrilla televisiva consta de producciones propias y producciones de los demás canales regionales públicos asociados a la ARD. Los programas de ámbito regional suponen la mayor parte de la programación, ya sea como telediarios (hessenschau), reportajes (hessenjournal), debates, concursos (HessenQuiz) o retransmisiones deportivas. hr-fernsehen también emite series, dibujos animados, documentales, programas educativos y de deportes. Al igual que las demás cadenas asociadas a la ARD, hr-fernsehen emite en simulcast a las 20 horas el Tagesschau nacional de la primera cadena, Das Erste.

## Difusión
hr-fernsehen emite por TDT para Hesse, pero también en abierto por satélite así como en las diferentes redes de televisión por cable. También se puede captar en todo el país, y en gran parte de Europa, a través del sistema de satélites Astra.

## Logotipos

1997-2000
2000-2004
2004-2015
Desde 2015
Desde 2015 (Señal HD)